# L'uomo venerdì
L'uomo venerdì (Man Friday) è un film statunitense del 1975 diretto da Jack Gold.